# Golfo del Tugur
Il golfo del Tugur (in russo Тугурский залив, Tugurskij zaliv?) è un'insenatura situata sulla costa occidentale del mare di Ochotsk, in Russia. Si trova nel Tuguro-Čumikanskij rajon, nel Territorio di Chabarovsk (Circondario federale dell'Estremo Oriente).

## Geografia
Il golfo del Tugur, che si trova a est del golfo della Uda, è lungo 75 km e largo 37 km, la profondità massima del mare è di 25 m. L'escursione media della marea, all'ingresso del golfo, è di 4,74 m. La penisola di Tugur lo separa ad est dal golfo Akademii. Nel golfo sfocia il fiume Tugur. A nord dell'insenatura si trovano le isole Šantar.
C'è un progetto per costruire una centrale elettrica di marea nel golfo del Tugur.